# Laòdice (filla de Cíniras)
Laòdice (en grec antic Λαοδίκη, Laodike), d'acord amb la mitologia grega, va ser una filla de Cíniras, rei de Xipre. Es casà amb Èlat, amb el qual va tindre quatre fills: Ceneu, Èpit, Isquis i Pereu. Hi ha de vegades un cinquè fill, Estimfal.